# OPN1MW
OPN1MW, zeleno-senzitivni opsin, je protein koji je kod ljudi kodiran OPN1MW genom.

## Literatura
1. ↑  „Entrez Gene: OPN1MW opsin 1 (cone pigments), medium-wave-sensitive (color blindness, deutan)”. PMID 2652.

## Dodatna literatura
- Applebury ML, Hargrave PA (1987). „Molecular biology of the visual pigments.”. Vision Res. 26 (12): 1881—95. PMID 3303660. doi:10.1016/0042-6989(86)90115-X.
- Winderickx J; Sanocki E; Lindsey DT;  . (1993). „Defective colour vision associated with a missense mutation in the human green visual pigment gene.”. Nat. Genet. 1 (4): 251—6. PMID 1302020. doi:10.1038/ng0792-251.
- Neitz J, Neitz M, Jacobs GH (1990). „Analysis of fusion gene and encoded photopigment of colour-blind humans.”. Nature. 342 (6250): 679—82. PMID 2574415. doi:10.1038/342679a0.
- Nathans J, Thomas D, Hogness DS (1986). „Molecular genetics of human color vision: the genes encoding blue, green, and red pigments.”. Science. 232 (4747): 193—202. PMID 2937147. doi:10.1126/science.2937147.
- Li ZY, Kljavin IJ, Milam AH (1995). „Rod photoreceptor neurite sprouting in retinitis pigmentosa.”. J. Neurosci. 15 (8): 5429—38. PMID 7643192.
- Ladekjaer-Mikkelsen AS, Rosenberg T, Jørgensen AL (1996). „A new mechanism in blue cone monochromatism.”. Hum. Genet. 98 (4): 403—8. PMID 8792812. doi:10.1007/s004390050229.
- Ferreira PA, Nakayama TA, Pak WL, Travis GH (1996). „Cyclophilin-related protein RanBP2 acts as chaperone for red/green opsin.”. Nature. 383 (6601): 637—40. PMID 8857542. doi:10.1038/383637a0.
- Vissers PM; Bovee-Geurts PH; Portier MD;  . (1998). „Large-scale production and purification of the human green cone pigment: characterization of late photo-intermediates.”. Biochem. J. 330. (Pt 3): 1201—8. PMC 1219262 . PMID 9494086.
- Bernstein SL, Wong P (1998). „Regional expression of disease-related genes in human and monkey retina.”. Mol. Vis. 4: 24. PMID 9815288.
- Hayashi T, Motulsky AG, Deeb SS (1999). „Position of a 'green-red' hybrid gene in the visual pigment array determines colour-vision phenotype.”. Nat. Genet. 22 (1): 90—3. PMID 10319869. doi:10.1038/8798.
- Ueyama H; Kuwayama S; Imai H;  . (2002). „Novel missense mutations in red/green opsin genes in congenital color-vision deficiencies.”. Biochem. Biophys. Res. Commun. 294 (2): 205—9. PMID 12051694. doi:10.1016/S0006-291X(02)00458-8.
- Zhu X; Brown B; Li A;  . (2003). „GRK1-dependent phosphorylation of S and M opsins and their binding to cone arrestin during cone phototransduction in the mouse retina.”. J. Neurosci. 23 (14): 6152—60. PMID 12853434.
- Bonilha VL, Hollyfield JG, Grover S, Fishman GA (2005). „Abnormal distribution of red/green cone opsins in a patient with an autosomal dominant cone dystrophy.”. Ophthalmic Genet. 26 (2): 69—76. PMID 16020309. doi:10.1080/13816810590968041.

## Spoljašnje veze
- Crveno-zeleni defekti vida